# Tonnoiriella turcica
Tonnoiriella turcica és una espècie d'insecte dípter pertanyent a la família dels psicòdids que es troba a Turquia.